# Ернест Дишен
Ернест Дишен (фр. Ernest Duchesne; Париз, 30. март 1874 — Амели ле Бен Палалда, 12. април 1912) је био француски лекар који је први открио могућност коришћења гљива у медицинске сврхе. Он је ово открио 32 године пре Александера Флеминга и његовог изучавања пеницилина. Дишенова експериментисања су махом остала незапажена.
Он се уписао на Војнумедицинску академију Лиона 1884. Дишенова дисертација под називом Употпуњавање студије о компетицији међу микроорганизмима: антагонизам између гљива и микроба (“Contribution à l’étude de la concurrence vitale chez les micro-organismes: antagonisme entre les moisissures et les microbes”) коју је изложио 1897. као своју докторску дисертацију, је прва студија која је за циљ имала изучавање терапеутских могућности гљива.
Дишен је своја откића базирао на опсервацији Арапа. Арапски дечаци који су радили у армијским болницама су држали седла од коња у мрачним и влажним просторијама како би гљиве расле на њима. Када је упитао зашто, они су му рекли да су гљиве помагале коњима, тако што су чистиле отворене ране на коњима. Интригован овим сазнањем, он је направио неколико раствора које су садржале измрвљене гљиве и инјекцијама унео течност у неклико разболелих свиња. Све свиње су биле излечене. 
У серији експеримената Дишен је пратио интеракцију ешерихије коли и пеницилина, и утврдио да је пеницилин у могућности да потпуно уништи ешерихију коли. Он је такође доказао да животиња којој је убризгана смртна доза бацила који је одговоран за тифоидну болест, при убризгавању пеницилина, животиња би оздравила.
У ово време он је имао свега 23 године и био је непознат у свету науке, Пастеров институт му није дао кредибилитет и одбио да призна докторску дисертацију. Он је убрзо након тога отишао да служење војног рока и то је спречило његово даље екпериментисање.
Дишен је радио једну годину као интерниста. Године 1901. оженио се са Росом Ласаласом из Кана. Две године касније она је преминула од туберкулозе. Године 1904. Дишен је такође био заражен и вероватно је имао туберкулозу. Три године касније, он је отпуштен из армије и послат је у санаторијум Амели ле Бен (Amelie les Bains). Преминуо је 12. априлаа 1912. у 37. години живота.
Године 1949. постхумно је награђен за своја открића и доприносе медицини, пет година након што је Александер Флеминг добио Нобелову награду.